# Surgana
Surgana (o Surgena) è una suddivisione dell'India, classificata come census town, di 6.144 abitanti, situata nel distretto di Nashik, nello stato federato del Maharashtra. In base al numero di abitanti la città rientra nella classe V (da 5.000 a 9.999 persone).

## Geografia fisica
La città è situata a 20° 34' 0 N e 73° 37' 0 E e ha un'altitudine di 532 m s.l.m..

## Società

### Evoluzione demografica
Al censimento del 2001 la popolazione di Surgana assommava a 6.144 persone, delle quali 3.302 maschi e 2.842 femmine. I bambini di età inferiore o uguale ai sei anni assommavano a 825, dei quali 436 maschi e 389 femmine. Infine, coloro che erano in grado di saper almeno leggere e scrivere erano 4.295, dei quali 2.482 maschi e 1.813 femmine.